# Zadar
Zadar là một thành phố ở Croatia bên biển Adriatic. Đây là trung tâm của hạt Zadar và khu vực rộng lớn hơn Dalmatia phía bắc. Dân số của thành phố là 75.082 người (năm 2011), diện tích 25 km2. Zadar là một trung tâm lịch sử của Dalmatia cũng như thủ phủ của Tổng giáo phận Zadar.
Thành phố có sân bay Zadar.

## Địa lý

### Khí hậu
| Dữ liệu khí hậu của Zadar (Puntamika Borik) 1971–2000, extremes 1961–2014 | Dữ liệu khí hậu của Zadar (Puntamika Borik) 1971–2000, extremes 1961–2014 | Dữ liệu khí hậu của Zadar (Puntamika Borik) 1971–2000, extremes 1961–2014 | Dữ liệu khí hậu của Zadar (Puntamika Borik) 1971–2000, extremes 1961–2014 | Dữ liệu khí hậu của Zadar (Puntamika Borik) 1971–2000, extremes 1961–2014 | Dữ liệu khí hậu của Zadar (Puntamika Borik) 1971–2000, extremes 1961–2014 | Dữ liệu khí hậu của Zadar (Puntamika Borik) 1971–2000, extremes 1961–2014 | Dữ liệu khí hậu của Zadar (Puntamika Borik) 1971–2000, extremes 1961–2014 | Dữ liệu khí hậu của Zadar (Puntamika Borik) 1971–2000, extremes 1961–2014 | Dữ liệu khí hậu của Zadar (Puntamika Borik) 1971–2000, extremes 1961–2014 | Dữ liệu khí hậu của Zadar (Puntamika Borik) 1971–2000, extremes 1961–2014 | Dữ liệu khí hậu của Zadar (Puntamika Borik) 1971–2000, extremes 1961–2014 | Dữ liệu khí hậu của Zadar (Puntamika Borik) 1971–2000, extremes 1961–2014 | Dữ liệu khí hậu của Zadar (Puntamika Borik) 1971–2000, extremes 1961–2014 |
| Tháng                                                                     | 1                                                                         | 2                                                                         | 3                                                                         | 4                                                                         | 5                                                                         | 6                                                                         | 7                                                                         | 8                                                                         | 9                                                                         | 10                                                                        | 11                                                                        | 12                                                                        | Năm                                                                       |
| ------------------------------------------------------------------------- | ------------------------------------------------------------------------- | ------------------------------------------------------------------------- | ------------------------------------------------------------------------- | ------------------------------------------------------------------------- | ------------------------------------------------------------------------- | ------------------------------------------------------------------------- | ------------------------------------------------------------------------- | ------------------------------------------------------------------------- | ------------------------------------------------------------------------- | ------------------------------------------------------------------------- | ------------------------------------------------------------------------- | ------------------------------------------------------------------------- | ------------------------------------------------------------------------- |
| Cao kỉ lục °C (°F)                                                        | 17.1 (62.8)                                                               | 21.2 (70.2)                                                               | 22.5 (72.5)                                                               | 25.8 (78.4)                                                               | 32.0 (89.6)                                                               | 34.6 (94.3)                                                               | 35.8 (96.4)                                                               | 36.1 (97.0)                                                               | 32.0 (89.6)                                                               | 27.2 (81.0)                                                               | 25.0 (77.0)                                                               | 18.7 (65.7)                                                               | 36.1 (97.0)                                                               |
| Trung bình ngày tối đa °C (°F)                                            | 10.8 (51.4)                                                               | 11.3 (52.3)                                                               | 13.6 (56.5)                                                               | 16.6 (61.9)                                                               | 21.3 (70.3)                                                               | 25.2 (77.4)                                                               | 28.2 (82.8)                                                               | 28.2 (82.8)                                                               | 24.3 (75.7)                                                               | 20.0 (68.0)                                                               | 15.1 (59.2)                                                               | 11.9 (53.4)                                                               | 18.9 (66.0)                                                               |
| Trung bình ngày °C (°F)                                                   | 7.3 (45.1)                                                                | 7.5 (45.5)                                                                | 9.7 (49.5)                                                                | 12.9 (55.2)                                                               | 17.5 (63.5)                                                               | 21.3 (70.3)                                                               | 23.9 (75.0)                                                               | 23.7 (74.7)                                                               | 19.9 (67.8)                                                               | 15.9 (60.6)                                                               | 11.4 (52.5)                                                               | 8.5 (47.3)                                                                | 14.9 (58.8)                                                               |
| Tối thiểu trung bình ngày °C (°F)                                         | 4.3 (39.7)                                                                | 4.3 (39.7)                                                                | 6.3 (43.3)                                                                | 9.3 (48.7)                                                                | 13.5 (56.3)                                                               | 17.0 (62.6)                                                               | 19.3 (66.7)                                                               | 19.3 (66.7)                                                               | 16.0 (60.8)                                                               | 12.5 (54.5)                                                               | 8.3 (46.9)                                                                | 5.5 (41.9)                                                                | 11.3 (52.3)                                                               |
| Thấp kỉ lục °C (°F)                                                       | −9.1 (15.6)                                                               | −6.4 (20.5)                                                               | −6.8 (19.8)                                                               | 0.5 (32.9)                                                                | 3.4 (38.1)                                                                | 8.2 (46.8)                                                                | 12.7 (54.9)                                                               | 11.5 (52.7)                                                               | 8.0 (46.4)                                                                | 2.3 (36.1)                                                                | −1.8 (28.8)                                                               | −6.5 (20.3)                                                               | −9.1 (15.6)                                                               |
| Lượng Giáng thủy trung bình mm (inches)                                   | 72.6 (2.86)                                                               | 62.5 (2.46)                                                               | 63.5 (2.50)                                                               | 70.0 (2.76)                                                               | 64.7 (2.55)                                                               | 54.4 (2.14)                                                               | 30.4 (1.20)                                                               | 49.6 (1.95)                                                               | 104.0 (4.09)                                                              | 106.7 (4.20)                                                              | 105.6 (4.16)                                                              | 95.2 (3.75)                                                               | 879.2 (34.61)                                                             |
| Số ngày giáng thủy trung bình (≥ 0.1 mm)                                  | 10.0                                                                      | 8.5                                                                       | 8.9                                                                       | 10.4                                                                      | 9.5                                                                       | 8.2                                                                       | 5.3                                                                       | 5.9                                                                       | 8.7                                                                       | 9.8                                                                       | 11.2                                                                      | 10.4                                                                      | 106.8                                                                     |
| Số ngày tuyết rơi trung bình (≥ 1.0 cm)                                   | 0.5                                                                       | 0.2                                                                       | 0.1                                                                       | 0.0                                                                       | 0.0                                                                       | 0.0                                                                       | 0.0                                                                       | 0.0                                                                       | 0.0                                                                       | 0.0                                                                       | 0.0                                                                       | 0.2                                                                       | 1.1                                                                       |
| Độ ẩm tương đối trung bình (%)                                            | 72.4                                                                      | 70.0                                                                      | 71.2                                                                      | 72.7                                                                      | 73.8                                                                      | 71.2                                                                      | 67.2                                                                      | 69.3                                                                      | 73.4                                                                      | 73.8                                                                      | 73.5                                                                      | 72.8                                                                      | 71.8                                                                      |
| Số giờ nắng trung bình tháng                                              | 114.7                                                                     | 146.9                                                                     | 186.0                                                                     | 207.0                                                                     | 275.9                                                                     | 303.0                                                                     | 350.3                                                                     | 322.4                                                                     | 246.0                                                                     | 182.9                                                                     | 123.0                                                                     | 108.5                                                                     | 2.566,6                                                                   |
| Nguồn: Cơ quan Khí tượng Thủy văn Croatia                                 |                                                                           |                                                                           |                                                                           |                                                                           |                                                                           |                                                                           |                                                                           |                                                                           |                                                                           |                                                                           |                                                                           |                                                                           |                                                                           |

## Thành phố kết nghĩa
Zadar kết nghĩa với:
- Dundee, Scotland, Vương quốc Anh
- Reggio Emilia, Ý
- Romans-sur-Isère, Pháp
- Fürstenfeldbruck, Đức
- Székesfehérvár, Hungary[4]
- Padua, Ý
- Iquique, Chile
- Banská Bystrica, Slovakia[5]
- Milwaukee, Hoa Kỳ[6]